# Hans Christian Sørensen
Hans Christian Sørensen (6. marts 1877 på Frederiksberg – 1. februar 1962) var en dansk skuespiller der har medvirket i to danske film: stumfilmen Præsten i Vejlby (film fra 1922) fra 1922 af instruktør August Blom og Vredens dag fra 1943 af Carl Th. Dreyer.